# Chirotica crassipes
Chirotica crassipes är en stekelart som beskrevs av Horstmann 1983. Chirotica crassipes ingår i släktet Chirotica och familjen brokparasitsteklar. Inga underarter finns listade i Catalogue of Life.